# 六硝基乙烷
六硝基乙烷 (HNE)是一种有机化合物，化学式为C2N6O12或(O2N)3C-C(NO2)3。它是一种熔点为135  °C的固体。
六硝基乙烷被用于烟火中，作为含氮量很高的氧化剂，比如在一些诱饵弹中，以及一些推进剂。像六硝基苯一样，六硝基乙烷可以作为气体动力学激光器的爆炸气源。
一种含有六硝基乙烷（作为氧化剂）和硼（作为燃料）的混合物正在研究用来制备新的炸药。